# Blaze Bayley
Blaze Bayley (Bayley Alexander Cooke, Birmingham, 29 de mayo de 1963) es un cantante británico, reconocido principalmente por haber sido el vocalista de la agrupación de heavy metal Iron Maiden desde 1994 hasta 1999. También fue el cantante de la agrupación Wolfsbane entre 1984 y 1994. En la actualidad se desempeña como músico solista.

## Carrera

### Wolfsbane (1984-1994, 2007-presente)
Bayley comenzó su carrera como cantante de un grupo musical llamado Wolfsbane. El primer álbum de la banda, Live Fast, Die Fast, fue lanzado en 1989. Anteriormente habían grabado tres demos titulados Wolfsbane (1985), Dancin 'Dirty (1987) y Wasted but Dangerous (1988). Este último fue grabado en los estudios Square Dance en Derby. La banda sirvió como acto de apertura de Iron Maiden de su gira No Prayer on the Road en 1990. El segundo lanzamiento de Wolfsbane, un EP titulado All Hell's Breaking Loose Down in Little Kathy Wilson's Place fue lanzado el mismo año. El segundo álbum de estudio completo de la banda, Down Fall the Good Guys, fue publicado en 1991.
La discográfica Def American canceló el contrato con Wolfsbane ya que sentían que la banda no estaba vendiendo la cantidad suficiente de discos. Esto no impidió que la agrupación fuera votada como la mejor banda sin firmar del Reino Unido en 1993. Ese mismo año publicaron un álbum en vivo, Massive Noise Injection, a través del desconocido sello Bronze Company.
La banda lanzó su tercer álbum de estudio, el homónimo Wolfsbane en 1994, nuevamente bajo el sello Bronze Company. Una edición limitada de este álbum incluye el EP Everything Else. Cuando el cantante Bruce Dickinson salió de Iron Maiden en 1993, Bayley fue uno de los que participaron a las audiciones para sustituirlo. Fue seleccionado sobre centenares de aspirantes por lo que trabajó de inmediato en el álbum The X Factor, que sería publicado en 1995. Wolfsbane se disolvió poco tiempo después.
En 2007, Wolfsbane se reformó para una actuación única, con Bayley nuevamente asumiendo las funciones de vocalista y líder. Apoyaron a la banda The Wildhearts en una corta gira por el Reino Unido en diciembre de 2007. Su siguiente gira se realizó en diciembre de 2009 para apoyar a la agrupación The Quireboys en su gira A Little Bit of What You Fancy. Wolfsbane dio un concierto en el Borderline en Londres el 9 de abril de 2011, seguido por una gira de apoyo a Saxon en abril de 2011. Un nuevo álbum titulado Wolfsbane Save the World fue publicado en 2012.

### Iron Maiden (1994-1999)

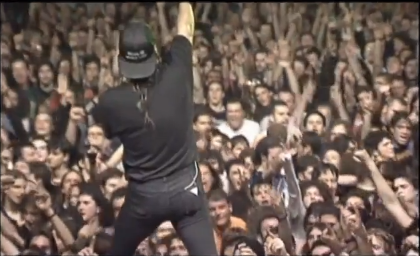
Bailey en concierto con Iron Maiden en 1998.

Después de un grave accidente de motocicleta que lo alejó de los escenarios y estudios de grabación durante un año, Bayley pudo grabar las voces para The X Factor de Iron Maiden, publicado finalmente en 1995, seguido por su correspondiente gira de apoyo. Otro álbum de Iron Maiden con la voz de Bayley, Virtual XI, fue lanzado en 1998.
Los dos álbumes de Iron Maiden lanzados junto a Bayley, fueron muy bien recibidos por los fanáticos más leales a la banda. The X Factor se ubicó en la octava posición en la lista UK Albums Chart, y Virtual XI en el puesto n.º 16, a pesar de no contar con Bruce Dickinson como vocalista. El álbum Virtual XI fue el más bajo en las listas británicas desde Killers de 1981, que alcanzó el puesto número doce, sin embargo, con el paso del tiempo, ambos discos se han convertido en álbumes de culto para la fanaticada más acérrima y coleccionista de la agrupación, y algunas de sus canciones como Sign of The Cross, Man on The Edge, Lord of The Flies, The Clansman, etc., se han convertido en grandes clásicos, siendo incluso interpretados por Bruce Dickinson, en emblemáticas presentaciones en vivo de Iron Maiden como Rock in Rio.
Bayley dejó Iron Maiden en febrero de 1999 después de escuchar los rumores del regreso de Bruce Dickinson. Iron Maiden ocasionalmente interpreta canciones de los dos álbumes de Maiden con Bayley, incluyendo "Man on the Edge" y "Futureal", que él coescribió, aunque ninguna canción de la época de Bayley fue incluida en los conciertos de la banda entre 2004 y 2018. Asimismo, Bayley ha interpretado las canciones de Iron Maiden originalmente grabadas por Dickinson y Paul Di'Anno en algunos de sus conciertos como solista.

### BLAZE (1999-2007)

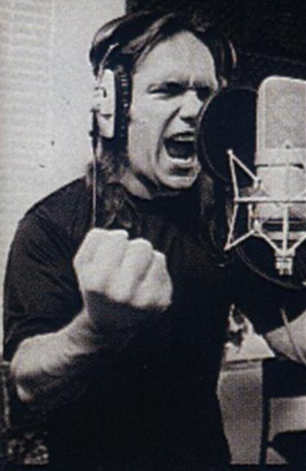
Bayley durante la grabación del álbum Silicon Messiah.

Después de su salida de Iron Maiden en 1999, Bailey formó su propia banda, BLAZE, en marzo de ese año. Bayley reclutó al guitarrista Steve Wray, al guitarrista John Slater, al bajista Rob Naylor y al baterista Jeff Singer y firmó un contrato con el sello alemán SPV, lanzando el álbum de estudio debut de la banda en el año 2000, Silicon Messiah. El álbum fue seguido por Tenth Dimension en 2002 y el primer álbum en vivo de la banda en 2003, As Live As It Gets. Todos esos álbumes obtuvieron críticas positivas, pero los problemas financieros y algunos inconvenientes con la compañía discográfica pronto llevaron a realizar cambios en la banda.
Luego de grabar el álbum en vivo, Jeff Singer anunció su partida, seguido de Rob Naylor tres meses después. El baterista de sesión Phil Greenhouse y el bajista Wayne Banks fueron contratados para el resto de la gira de Tenth Dimension hasta que se encontraran reemplazos permanentes. El guitarrista Jason Banks fue reclutado para algunos conciertos a finales de 2003 para cubrir la vacante de John Slater.
A finales de 2003, Blaze comenzó a escribir material para su tercer álbum de estudio, Blood & Belief. Phil Greenhouse fue reemplazado en la batería por Jason Bowld para la grabación y por Dave Knight para la gira, realizada poco después del lanzamiento del disco en 2004. Sin embargo, John Slater tuvo que perderse una gran parte de la gira, dejando la banda en septiembre junto con Steve Wray para formar la agrupación Rise To Addiction. El bajista Wayne Banks y el baterista Dave Knight dejaron la banda para unirse a la agrupación de Robin Gibb en septiembre de 2004.
Blaze realizó una serie de conciertos en 2004 y 2005 con los guitarristas Oliver Palotai y Luca Princiotta, el bajista Nick Douglas y el baterista Daniel Löble. Los dos guitarristas finalmente se mantuvieron como miembros permanentes de la agrupación. La alineación cambió una vez más cuando Löble renunció para unirse a la banda alemana de power metal Helloween a principios de 2005 y cuando Douglas regresó a otra banda alemana de heavy metal, Doro. Los dos fueron reemplazados por los desconocidos músicos alemanes Daniel Schild y Christian Ammann, respectivamente. Con la nueva alineación, Blaze comenzó a trabajar en un cuarto álbum de estudio para su lanzamiento en 2007, pero en enero de ese año se anunció que toda la formación tenía que separarse debido a serios problemas financieros. Tras el cambio de alineación, Bayley optó por cambiar el nombre de la banda, llamándola Blaze Bayley Band.

### Blaze Bayley Band (2007-2011)

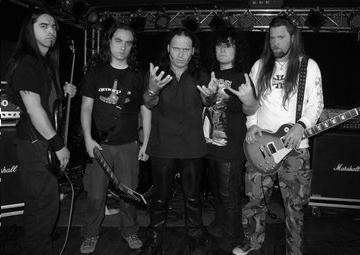
Blaze Bayley Band.

En febrero de 2007, Blaze Bayley Band (también conocida como BBB) incorporó a los músicos colombianos Nicolás y Dave Bermúdez, al guitarrista Rich Newport y al baterista Rico Banderra y grabó el álbum en vivo Alive in Poland, publicado ese mismo año. Bayley anunció que Rich Newport había dejado la banda para seguir una carrera como tutor de guitarra, siendo reemplazado por Jay Walsh en el escenario por el resto de la gira. Jay se convirtió en miembro permanente de la banda en noviembre de 2007. Bayley también anunció la incorporación del baterista Lawrence Paterson, anteriormente miembro las bandas británicas Chokehold y Shadowkeep.
En julio de 2008, Blaze Bayley Band lanzó su álbum debut, The Man Who Would Not Die. El álbum también contenía el primer sencillo de la banda, "Robot", a pesar de que solo estaba disponible de manera digital. En septiembre, Debbie Hatlands, esposa de Blaze y mánager de la banda, murió de un derrame cerebral después de algunas semanas de recuperación. El cantante y la banda, aunque angustiados por la pérdida, continuaron girando y grabando. La banda grabó otro DVD en vivo titulado The Night That Will Not Die, que se lanzó en marzo de 2009. Blaze Bayley anunció que la banda había comenzado a grabar material para su nuevo álbum el 28 de septiembre de 2009. Se realizó un concurso en el foro de la banda, las dos primeras personas que adivinaron correctamente el título del nuevo álbum recibirían una copia firmada gratuita. El título fue revelado como Promise and Terror unos días después.
En mayo de 2010 el baterista Lawrence Paterson dejó la banda debido a razones personales y profesionales no especificadas. Paterson también fue el autor del libro "At the End of the Day", una biografía de Blaze Bayley Band. El baterista italiano Claudio Tirincanti continuó la gira en soporte de Promise and Terror. El 10 de julio de 2010, Blaze Blayley afirmó en vivo en el escenario que su álbum actual era su mejor éxito como solista, arrojando algo de luz sobre los cambios recientes en su alineación y gestión.
El 29 de marzo a través de sus canales oficiales, Blaze Bayley declaró que tenía que separarse de la banda debido a razones de salud y financieras. Más tarde se supo que los hermanos Bermúdez con frecuencia debían comprar vuelos a Colombia para renovar sus visas. El asunto era un inconveniente no solo desde el punto de vista financiero y burocrático, sino también musicalmente, pues la banda a menudo debía buscar sustitutos de última hora para ambos músicos.

### Blaze Bayley (2011-presente)

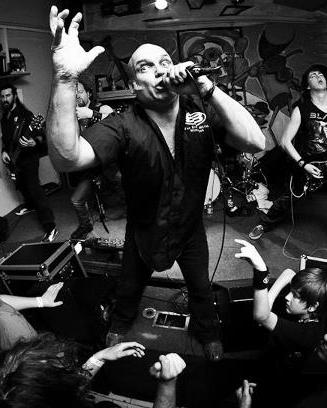
Bayley en 2012 en su gira The King of Metal.

El 31 de marzo de 2011, Blaze anunció que continuaría como solista trabajando con diferentes músicos. Realizó una gira acústica en solitario de dos semanas en el Reino Unido en septiembre de 2011 con el guitarrista de Wolfsbane Jase Edwards, además de algunos conciertos desconectados en Italia con Andrea Neri a la guitarra. El mismo año presentó la primera canción con la nueva formación, llamada "Black Country". En febrero de 2012 realizó una gira por Rusia con el cantante Paul Di'Anno, iniciando una asociación entre los dos anteriores cantantes de Iron Maiden que salieron de gira como "Blaze VS Paul" y "Double Trouble Tour" en 2012 y 2013.
El cantante llegó a los escenarios de algunos festivales de verano y luego viajó a Estados Unidos entre octubre y noviembre de 2011 para su primera gira completa por el país norteamericano desde sus días con Iron Maiden, con el apoyo de los músicos de la banda canadiense Man the Destroyer además del guitarrista estadounidense Rick Plester.
El 26 de diciembre de 2011, en un mensaje personal en su página web, Blaze anunció que su nuevo álbum The King of Metal se lanzaría el 8 de marzo de 2012. Ese mismo día anunció oficialmente las dos primeras etapas de la gira mundial en soporte del disco. La nueva formación fue constituida por tres italianos, el baterista Claudio Tirincanti, el bajista Lehmann y el guitarrista Andrea Neri, y el joven holandés Thomas Zwijsen, un guitarrista clásico que se convirtió en una celebridad en YouTube por sus arreglos acústicos de los clásicos de Iron Maiden. Zwijsen coescribió la mayor parte de la música del nuevo álbum.
En 2013 fue publicado el álbum Soundtrack of My Life con dos nuevas canciones, "Hatred" y "Eating Children". Tras una gira por Suramérica, el cantante presentó su nueva alineación, conformada por los músicos Chris Apleton, Dan Bate y Martin McNee. Esta misma formación se encargó de grabar el disco Infinite Entanglement en 2016, idea concebida como una trilogía que sería complementada con los discos Endure and Survive de 2017 y The Redemption of William Black de 2018.

## Discografía

### Con Wolfsbane
- 1985 - Wolfsbane (Demo)
- 1987 - Dancin' Dirty (Demo)
- 1988 - Clutching at Straws (sencillo)
- 1988 - Loco! (EP)
- 1988 - Wasted but Dangerous (EP)
- 1989 - Shakin (sencillo)
- 1989 - I Like It Hot (sencillo)
- 1989 - Money to Burn (EP)
- 1989 - Live Fast, Die Fast
- 1990 - All Hell's Breaking Loose... Down at Little Kathy Wilson's Place
- 1991 - Ezy (sencillo)
- 1991 - Down Fall the Good Guys
- 1992 - After Midnight (sencillo)
- 1993 - Massive Noise Injection (álbum en vivo)
- 1993 - Massive Noise EP (EP)
- 1994 - Wolfsbane
- 2001 - Lifestyles of the Broke and Obscure (Compliation)
- 2011 - Did It for the Money (EP)
- 2012 - The Lost Tapes: A Secret History (Live album)
- 2012 - Wolfsbane Save the World
- 2015 - Rock! (EP)
- 2022 - Genius

### Con Iron Maiden
- 1995 - Man on the Edge (sencillo)
- 1995 - The X Factor
- 1996 - Lord of the Flies (sencillo)
- 1996 - Virus (sencillo)
- 1996 - Best of the Beast (Compliation)
- 1998 - The Angel and the Gambler (sencillo)
- 1998 - Virtual XI
- 1998 - Futureal (sencillo)
- 2002 - Edward the Great - The Greatest Hits (Compliation)
- 2005 - The Essential Iron Maiden (Compliation)

### Como BLAZE
- 2000 - Silicon Messiah
- 2002 - Tenth Dimension
- 2003 - As Live As It Gets (álbum en vivo)
- 2004 - Blood and Belief

### Como Blaze Bayley
- 2007 - Alive in Poland (Video)
- 2008 - Robot (sencillo)
- 2008 - The Man Who Would Not Die
- 2009 - The Night That Will Not Die
- 2010 - Promise and Terror
- 2012 - The King of Metal
- 2013 - Russian Holiday (Collaboration with Thomas Zwijsen)
- 2013 - Soundtrack of My Life
- 2014 - Soundtracks of My Life - Live in Prague 2014 (Video)
- 2014 - Live at the Asylum Birmingham 27/07/12 - Official Bootleg
- 2014 - Live at MetalFest JB's, Dudley, UK 25th September 2009
- 2014 - Rock 'n' Roll Christmas (sencillo)
- 2014 - Live - The Kings Head - Fulham, London - 18th January 2003
- 2014 - Live - Crowley's Rock Bar - Swansea - 7th November 2014
- 2014 - It's a Long Way Home This Christmas (sencillo)
- 2015 - Collosseum Music Pub, Košice, Slovakia - 19.09.2014
- 2015 - JB's, Dudley - 6th February 2010
- 2015 - Live at Moscow - 26th February 2012
- 2015 - Live at WizzFest Belgium - 19th March 2011
- 2015 - Live at Festival de Vouziers - 1st November 2014
- 2015 - Live - Aonia Festival - Birmingham - 3rd May 2015
- 2015 - Live at Alderley Edge - 10th January 2015
- 2015 - Live - Malmo, Sweden - 4th April 2001
- 2016 - Infinite Entanglement
- 2016 - Live in Geleen, Netherlands Café de Meister 27 March 2016
- 2016 - Crazy Christmas (sencillo)
- 2017 - Endure And Survive (Infinite Entanglement Part II)
- 2017 - B.L.A.Z.E. Centre Culturel, Eloyes France
- 2018 - The Redemption Of William Black (Infinite Entanglement Part III)
- 2018 - December Wind (Collaboration with Thomas Zwijsen)
- 2019 - Live in France
- 2020 - Live in Czech
- 2021 - War Within Me
- 2023 - Damaged, Strange, Different and Live
- 2024 - Circle of stone

### Apariciones de Invitados
- Cerebral Fix – Bastards (1991, vocals on "Smash It Up")
- The Almighty – Powertrippin' (1993, background vocals on "Jesus Loves You ... But I Don't")
- Doro – Classic Diamonds (2004, lead vocals on "Fear of the Dark")
- Armageddon over Wacken Live 2004 (CD/DVD, 2005, with Doro)
- Doro – 20 Years A Warrior Soul (2006, sharing vocals on "Bad Blood" and "All We Are")
- Dragonsclaw – Prophecy (2011) (vocals on "Prophecy is a Lie")
- Trooper - "Voodoo" (2011) (additional vocals)
- Seven - "Freedom Call" (2011) (vocals)
- Lonewolf – Army of the Damned (2012) (vocals on "The One You Never See")
- Trooper – Mercy Killer (2012) (vocals on "Mercy Killer")
- Sinnergod – vocals on "It's A Wonderful Life" (Sencillo) (2012)
- SoulSpell – Hollow's Gathering (2012) - vocals as "Banneth"
- Ouijabeard – Die and let live (2012) - vocals on "Die and let live"
- Thomas Zwijsen – Nylon Maiden (2012, vocals on "The Clansman")
- Vessel – Introspective (2012, vocals on the first five tracks) (Credited as The Man Who Would Not Die)
- Chris Declercq – vocals on "A Miracle away" (sencillo digital) (2012)
- A Sound of Thunder – Time's Arrow (2013) (vocals on "My Disease")
- Ghostshift – Is My Enemy (2013) (vocals on "Short Days Ago")
- Grimskull – Iron Eyes (sencillo) (2013) (vocals on "Iron Eyes")
- Wolfpakk – Cry Wolf (2013) (vocals on "Cry Wolf")
- Trooper - Atmosferă (2013) (vocals on "Mercy Killer")
- Guido Campiglio – vocals on "Prisoner" (sencillo) (2013)
- Genghis Khan – Genghis Khan was a rocker (2013, vocals on "Revenge in the Shadows")
- Lehmann – Lehmanized (2013) (vocals on "Laid so low")
- Alekseyevskaya Ploshchad (Алексеевская Площадь) – "Hero" (sencillo digital, 2013)[10]
- Алексеевская Площадь - "Зона риска" (2014) (vocals on "Hero")
- John Steel - "Freedom" (2014) (vocals on seven tracks)
- Shadow Legacy – You're Going Straight To Hell (2014) (vocals on "Hate Within")
- Herot - Hellucination (2014) (vocals on "Time Machine")
- Thomas Zwijsen - Nylonized (2014)[11]
- Pino Scotto – Vuoti di memoria (vocals on "Stone Dead Forever") (2014)
- Vin Sinners – "A Mighty Black Box" - (vocals on "Open The Box") (2014)
- Savage Wizdom – "A New Beginning" - (vocals on "Let It Go") (2014)
- Thundermaker – "Judgement and Order" (sencillo) (2014)
- Shadow Legacy - "Blood and Sweat" (EP) (2014) - (vocals on the alternate version of "Hate Within")
- Steve Foglia – "Steve in Wonderland" - (vocals on "Fight For Justice") (2014)
- Maiden United – "Remembrance" (2015) (vocals on "Futureal")
- Adamas – "Heavy Thoughts" (2015) (vocals on "Heavy Thoughts")
- SoulSpell - We Got The Right (Helloween 30 Years Tribute) (2015)
- "Grossmann presents: Music From the Graphic Novel 'Cadeia'" (banda sonora, 2015)
- Not Over Yet -  "Back To Square One" (sencillo) (2015)
- Enio Nicolini - "Heavy Sharing" (2015) (vocals on "King On Icy Throne")
- Cage - "Ancient Evil" (2015) (narration)
- Doro – Strong and Proud (2016, sharing vocals on "Fear of the Dark" live)
- Zix – "Tides of the Final War" - (vocals on "Metal Strike") (2016)
- Cris Martins' Rock Dawn - "Witches Tower" - (vocals on three tracks) (2016)
- Gandalf's Fist - "The Clockwork Fable" (2016) (vocals on "At the Sign of the Aperture")[12]
- Operation: Mindcrime - "Resurrection" (2016) (vocals on "Taking on the World")
- Ibridoma - "December" (2016) vocals on ("Land of Flames")
- Mindghost - "The Anti-Citizen" (2016) (vocals on "My Last Breath")
- Gaelbah - "Haxan" (2016) (vocals on "Black Widow")
- Thomas Zwijsen - Nylonized: Preserved in Time (2016) (vocals on "Judgement of Heaven")
- Art X - "The Redemption of Cain" (2016) (vocals on "Knowledge and Death")
- Memorain - "Duality of Men" (2016) (vocals on "Last of Light")
- SoulSpell - "The Second Big Bang" (2017) (vocals on "The Second Big Bang" and "The End You'll Only Know at the End") (Credited as Banneth, the Keeper of the Tree)
- Hyperdump - "The Weak Man" (2017) (vocals on "No More")
- Europica - "Part One" (2017) (vocals on "Unflagging" and "Powder Dry")
- Stage of Reality - Stage of Reality (2017) (vocals on "Warlord")
- Thundermother - "Gods of the Earth" (2018) (vocals on "Judgment & Order")
- Brunno Mariante - Heal or Kill" "Heal or Kill" (2018) (vocals)
- Aonia - "The Seven" (2018) (vocals on "Still, I Rise")
- Marius Danielsen's Legend of Valley Doom - "Marius Danielsen's Legend of Valley Doom Part 2" (2018) (vocals on "By the Dragon's Breath") (Credited as Guardian of the Black Gate)
- Infinita Symphonia - "Liberation" (2018) (vocals on "A Silent Hero")
- Black Horizon - "Dark Light" (2019) (vocals on "Walking Close to Me")
- Brunno Mariante - Heal or Kill" "No Time to Waste" (EP) (2019) (vocals)
- Revoltons - "Underwater Bells Pt. 2: October 9th 1963 Act. 1" (2020) (vocals)
- Bratek - "Believer" (sencillo) (2020)
- Shadow Warriors - Mercenaries - EP (2020) (vocals on "Shadow Warriors")
- Vantage Point - "24 Hours of Freedom" (sencillo) (2021)
- Offensive - "Awenasa" (2021) (vocals on "Red Cloud War")
- Me And That Man - "New Man, New Songs, Same S--t. Vol. 2" (2021) (vocals on "All Hope Has Gone")
- Gauntlet Rule - "Dying for My Dreams" (sencillo) (2022)
- Мария-Режина - "Лина" (sencillo) (2022)
- Bratek - The Book of Life (2022) (vocals on "Believer" and "Ulysses")
- Gauntlet Rule - "The Plague Court" (2022) (vocals on "Dying for My Dreams")
- Woods of Wonders - "Lost" (2022) (vocals on "Inside a Dream")
- Vantage Point - "Alternative View" (2022) (vocals on "24 Hours of Freedom")
- Master Spy - "The Ghost Agent" (EP) (2022) (vocals)